# Acento tonal
El acento tonal (llamado también a veces acento musical o acento tónico) es el relieve que se le da a una sílaba en una palabra mediante una elevación en el tono de la voz. 
El uso del tono en una lengua con acento tonal se diferencia del uso del tono en una lengua tonal en que en esta cada sílaba posee un tono independiente, esto es, el uso del tono no se limita a una sola sílaba por palabra sino que todas las sílabas de la palabra se pronuncian con un tono particular. En español el acento prosódico y el tonal coinciden, por lo que puede llevar a confusión.

## En griego antiguo
El griego antiguo es el ejemplo tradicional para una lengua con acento tonal. La sílaba tónica se representaba con un acento agudo y como tal se pronunciaba en un tono más alto. En una vocal larga o un diptongo el acento tonal podía recaer en uno de los dos componentes (o moras) del núcleo silábico, si recaía en la primera mora la vocal larga o diptongo se pronunciaba con una elevación de tono seguida de una caída del tono en la segunda mora y se representaba mediante un acento circunflejo.

## En protoindoeuropeo
Las reconstrucciones usuales del protoindoeuropeo señalan que la posición del acento era impredecible; es decir, podía recaer en cualquier sílaba. Debido a comparaciones con lenguas indo-europeas actuales que conservan otros sistemas de acento tonal, se cree que la sílaba acentuada era de un tono más alto que el de las sílabas no acentuadas.

## En sánscrito védico
El sánscrito védico se clasifica también como lengua con acento tonal. Los gramáticos de la época distinguían tres tonos que una palabra podía tener: Tono alto (udatta), tono bajo (anudatta) y tono descendente (svarita).

## En sueco
El idioma sueco distingue dos tipos de tonos, los llamados acento 1 y acento 2. Existen alrededor de trescientos pares de palabras homógrafas en sueco que se diferencian por la pronunciación con acento 1 o con acento 2. En general, el acento 1 corresponde a una simple elevación del tono de voz mientras que el acento 2 corresponde a una elevación de tono (combinada con un acento de intensidad primario) seguida de un descenso en el tono de voz con un acento secundario en la siguiente sílaba: acento 1 anden ['andɛn] (el pato) – acento 2 anden ['anˌdɛn] el espíritu.

## En serbocroata
En serbocroata (serbio, croata y bosnio) existen cuatro tipos de acento tonal: Corto descendente, corto ascendente, largo descendente y largo ascendente. Los acentos largos se expresan mediante un cambio de tono dentro de la vocal larga, los acentos cortos se expresan con respecto al cambio de tono en la sílaba siguiente. El acento tonal, sin embargo, no se representa en la escritura de este idioma.

## En japonés
En japonés la entonación de una frase sigue ciertas reglas propias al idioma (de manera general, el tono empieza bajo y se eleva gradualmente); sin embargo, existen palabras que poseen un acento tonal y fuerzan un cambio en la entonación de la frase. Este acento tonal se manifiesta mediante un descenso en el tono que interrumpe su elevación gradual y fuerza la frase a permanecer en un tono más bajo. Por cada palabra con descenso de tono, la frase continúa bajando de entonación. Al iniciar una nueva frase, esta inicia con un tono más bajo y tiene que ser llevada a un tono alto antes de que aparezca una palabra con descenso de tono. 
Existen palabras como hashi cuya diferencia en pronunciación radica en el lugar donde se manifiesta el descenso de tono:
[ha↓ɕi] 箸 palillos (el descenso de tono ocurre después de la primera sílaba)
[haɕi↓] 橋 puente (el descenso de tono ocurre al final y se manifiesta en la palabra que siga)
[haɕi]   端 orilla (asciende en la segunda sílaba y no existe descenso de tono)

## En otras lenguas
En otras lenguas tales como el noruego, el lituano, el bambara hablado en Malí y el dialecto de Shanghái del idioma wu chino también se encuentran casos de acento tonal.